# Престус, Рольф
Рольф Престус (норв. Rolf Presthus, 29 июля 1936, Осло, Норвегия — 1 января 1988, там же) — норвежский государственный деятель, министр финансов (1981—1986), министр обороны Норвегии (1986).

## Биография
Родился в семье торговца мебелью. Получил высшее юридическое образование, получив в 1962 г. кандидатскую степень. До 1965 г. работал в горнолыжном спорте и бизнесе, затем был присяжным поверенным в Осло, в 1968 г. открыл свой юридический бизнес.
Уже в 16 лет получил свою первую партийную должность, возглавив вскоре группу молодых консерваторов в Оппегоре, а в 1957 г. — группу молодых консерваторов Акерсхуса. В 1961—1963 гг. — первый заместитель Центрального совета молодых консерваторов Норвегии. Избирался членом совета фюльке Акерсхус (1964—1972), мэром Оппегора (1967—1969), до 1975 г. являлся городским советником.
С 1969 г. и до конца жизни избирался членом стортинг от консервативной партии. являлся заместителем председателя финансовой комиссии (1977—1981).
В 1981—1986 гг. — министр финансов Норвегии. На этом посту добился постепенного снижения налогов, ограничения государственного представительства в банковской сфере и либерализации кредитного законодательства. В 1984 г. страна полностью погасила свои внешние долги.
В 1986 г. — министр обороны Норвегии.
В 1986 г. был избран председателем Консервативной партии. В 1987 г. впервые в норвежской политике использовал для своего публичного выступления телесуфлёр, что вызвало бурную дискуссию в обществе. Одни полагали, что это придало выступлению большую харизматичность, другие обвиняли его в попытке американизировать предвыборную кампанию. После крупной неудачи консерваторов на местных выборах объявил о намерении на партийном съезде 1988 г. уйти в отставку с поста лидера Консервативной партии. Однако незадолго до его проведения скоропостижно скончался.